# John Joseph Carberry
John Joseph Carberry (Brooklyn, 31 luglio 1904 – Kirkwood, 17 giugno 1998) è stato un cardinale e arcivescovo cattolico statunitense.

## Biografia
Ultimo di dieci figli, nacque a Brooklyn il 31 luglio 1904 da James Joseph Carberry e Mary Elizabeth O'Keefe. Conseguì il dottorato in filosofia nel 1929 e il dottorato in teologia nel 1930 presso la Pontificia Università Urbaniana.
Ricevette l'ordinazione sacerdotale il 28 giugno 1929 dal cardinale Francesco Marchetti Selvaggiani a Roma. Il 3 febbraio 1948 fu nominato ciambellano privato di Sua Santità e il 7 maggio 1954 prelato domestico di Sua Santità.
Eletto vescovo titolare di Elide e vescovo coadiutore di Lafayette il 3 maggio 1956, fu consacrato il 25 luglio dal vescovo Raymond Augustine Kearney. Il 20 novembre 1957 succedette al defunto vescovo di Lafayette John George Bennett. Partecipò a tutte le quattro sessioni del Concilio Vaticano II tra il 1962 al 1965.
Il 16 gennaio 1965 fu nominato vescovo di Columbus. Il 14 febbraio 1968 fu promosso arcivescovo di Saint Louis.
Papa Paolo VI lo elevò al rango di cardinale della Chiesa cattolica nel concistoro del 28 aprile 1969 con il titolo di San Giovanni Battista de' Rossi. Partecipò al conclave dell'agosto 1978 che elesse Giovanni Paolo I e al secondo conclave dell'ottobre 1978 che elesse Giovanni Paolo II.
Morì il 17 giugno 1998 all'età di 93 anni.

## Genealogia episcopale e successione apostolica
La genealogia episcopale è:
- Cardinale Scipione Rebiba
- Cardinale Giulio Antonio Santori
- Cardinale Girolamo Bernerio, O.P.
- Arcivescovo Galeazzo Sanvitale
- Cardinale Ludovico Ludovisi
- Cardinale Luigi Caetani
- Cardinale Ulderico Carpegna
- Cardinale Paluzzo Paluzzi Altieri degli Albertoni
- Cardinale Gaspare Carpegna
- Cardinale Fabrizio Paolucci
- Cardinale Francesco Barberini
- Cardinale Annibale Albani
- Cardinale Federico Marcello Lante Montefeltro della Rovere
- Vescovo Charles Walmesley, O.S.B.
- Arcivescovo John Carroll, S.I.
- Cardinale Jean-Louis Anne Madelain Lefebvre de Cheverus
- Arcivescovo Ambrose Maréchal, P.S.S.
- Vescovo John Dubois, P.S.S.
- Arcivescovo John Joseph Hughes
- Cardinale John McCloskey
- Arcivescovo Michael Augustine Corrigan
- Vescovo Charles Edward McDonnell
- Arcivescovo Thomas Edmund Molloy
- Vescovo Raymond Augustine Kearney
- Cardinale John Joseph Carberry

La successione apostolica è:
- Vescovo Joseph Alphonse McNicholas (1969)
- Cardinale William Wakefield Baum (1970)
- Vescovo Charles Roman Koester (1971)
- Vescovo John Nicholas Wurm (1976)